# Slobozia Botești
Slobozia Botești – wieś w Rumunii, w okręgu Vrancea, w gminie Măicănești. W 2011 roku liczyła 520
mieszkańców.